# Pieter Leonard Hazelzet
Pieter Leonard Hazelzet (Rotterdam, 1 april 1908 - Tilburg, 4 november 1984) was een Nederlandse ingenieur en politicus.

## Leven en werk
Hazelzet, zoon van de kolenhandelaar Leendert Johannes Jacobus Hazelzet (1882-1951), studeerde aan de Technische Hogeschool Delft. Hij trad in 1930, na het behalen van zijn ingenieursexamen, in dienst van de N.V. Philips’ Gloeilampenfabrieken (tegenwoordig: Koninklijke Philips Electronics N.V.). Hij hield zich bezig met octrooizaken en was onder meer directeur voor de afdeling Octrooien en Merken van Philips. Tevens vervulde hij in de periode van 1951 tot 1970 bestuursfuncties bij de Orde van Octrooigemachtigden. Van 1966 tot 1970 was hij voorzitter van deze organisatie. Hazelzet heeft een bijdrage geleverd aan de totstandkoming van de herziene Nederlandse octrooiwetgeving van 1963.
Naast zijn werk was hij politiek actief als gemeenteraadslid en  wethouder van de Zuid-Hollandse gemeente Rijswijk ten tijde van het burgemeesterschap van Archibald Bogaardt. Hazelzet was onder andere belast met de portefeuille volkshuisvesting in de periode dat Rijswijk een sterke groei doormaakte.
Hazelzet was officier in de Orde van Oranje-Nassau. Hij was getrouwd met Emmy Maud de Cloet (1911-1979). Uit hun huwelijk zijn zes kinderen geboren.